# 克利福特园

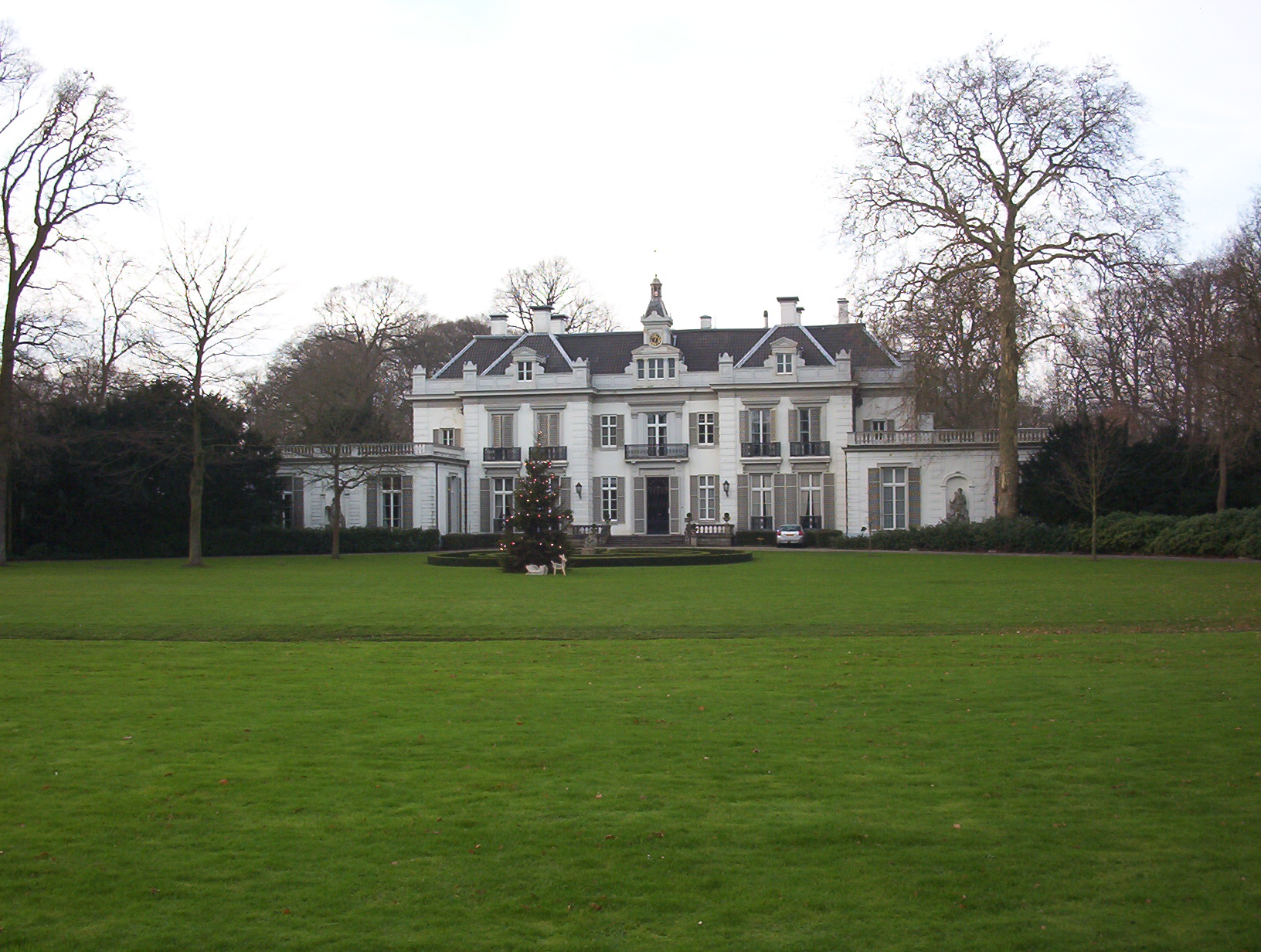
自Herenweg看哈特营，前者是自哈勒姆到莱顿的道路，沿路为17和18世纪的消夏之家

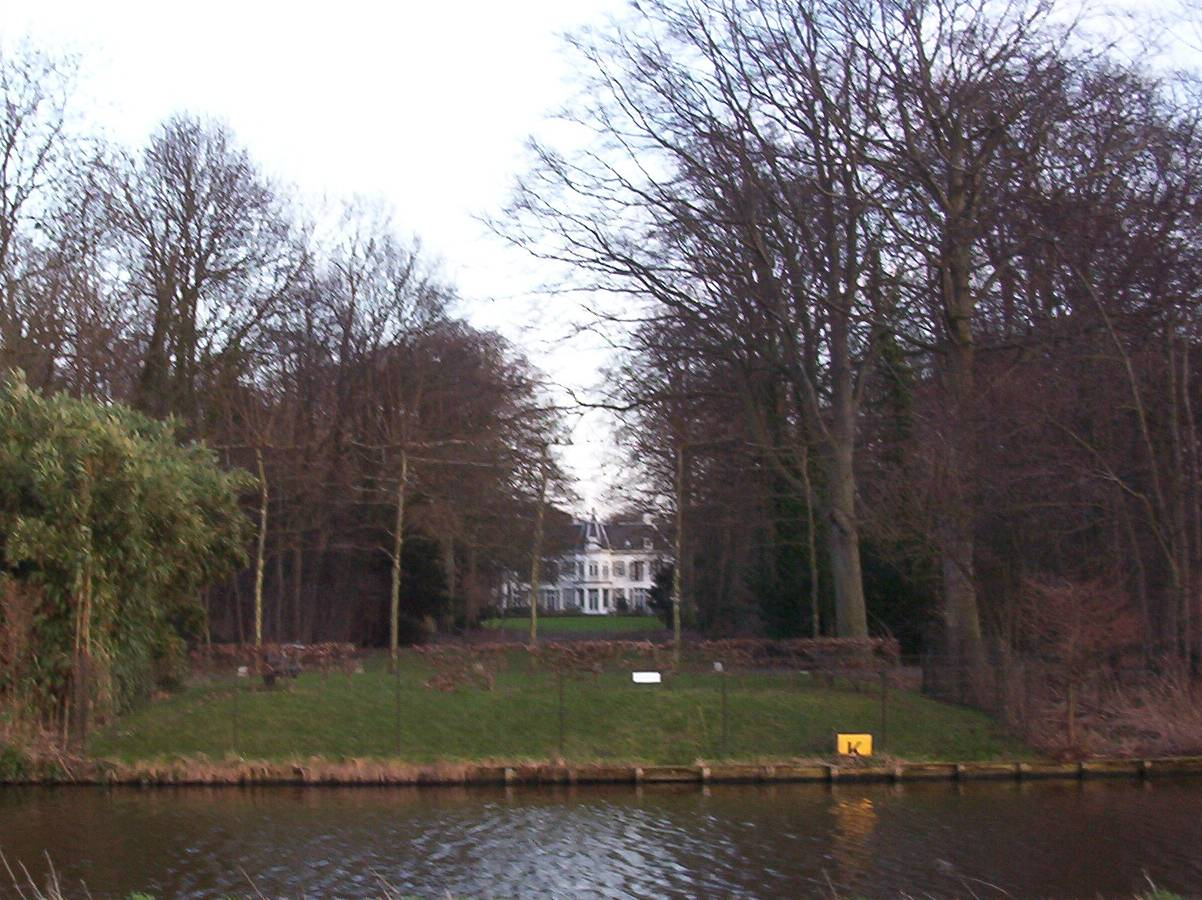
自莱顿拖船运河看哈特营

《克利福特园》（Hortus Cliffortianus）是一个早期植物学文献中的名著，于1738年出版。
该著作是卡尔·林奈和格奥尔格·迪奥尼修斯·艾雷特（Georg Dionysius Ehret）的合作，由乔治·克利福德三世于1735-1736年间资助。克利福德，一位有钱的阿姆斯特丹银行家，是一位热心的植物学家，拥有一座大型的植物标本馆（herbarium），并身为荷兰东印度公司董事之一。他将收入用来吸引植物学家中的天才如林奈和艺术家如艾雷特。同在克利福德的夏季房地哈特营（Hartecamp）（后者位于靠近本內布鲁克（Bennebroek）的海姆斯泰德（Heemstede）内，哈勒姆的南面），他们创作了第一部有关一个英国花园的学术分类。这个在哈特营的花园在1709年前乔治·克利福德购买它之前就已非常出名。在他的所有下，该园中的奇异植物数量以指数形式增长。他拥有4个温室，以容纳许多他通过其覆盖全世界的商业联系所收集到的热带植物。他是植物学家赫尔曼·布尔哈夫的一位重要的朋友和种子供应者，后者的消夏之家（及花园）旧普尔海斯特城堡如果乘拖船走莱顿拖船运河的话往来此花园时间很短。
1736年，乔治·克利福德（George Clifford）因为培植了第一株室内香蕉树变得出名了，由此原因故林奈渴望同其合作。George Clifford Jr.名下的克利福德的银行1772年倒闭，房地Hartekamp1788年自该家族手中流失。此后该花园日益衰败，目前被用作校园。在Clifford & Zn.倒闭后，克利福德的植物标本馆1791年被约瑟夫·班克斯（Joseph Banks）获得，后者将其转让给不列颠自然史博物馆（British Museum of Natural History），在此它被在线发布。